# Туманский, Фёдор Антонович
Фёдор Антонович Тума́нский (1799 — 1853, Белград, Сербия) — русский дипломат и поэт-любитель. Троюродный брат В. И. Туманского.

## Биография
Сын остерского уездного предводителя дворянства из малороссийского рода Туманских. Образование получил в Благородном пансионе при Московском университете и на словесном отделении Московского университета (1817—1821). По окончании университета зачислен сверх штата в Департамент духовных дел Министерства духовных дел и народного просвещения, откуда уволился в 1825 году. Служил в Департаменте разных податей и сборов Министерства финансов (1825—1827). К этому времени относится «Ответ Ф. Т***» («Нет, не черкешенка она…»), написанный Пушкиным по прочтении стихотворения Туманского «Она черкешенка собою…» (опубликовано впервые в 1974 году). 
В 1828—1834 годах служил в канцелярии полномочного представителя диванов княжеств Молдавии и Валахии в Яссах. С 1834 по 1837 годы был в отставке. В 1837 году поступил хозяйственный департамент Министерства внутренних дел (прикомандирован к редакции «Журнала Министерства внутренних дел»). В 1838—1839 годах — младший столоначальник в 1-м департаменте Министерства государственных имуществ. 
С 1840 года — первый драгоман консульства в Молдавии. 
Последний год своей жизни Туманский провёл в Белграде, куда был назначен консулом и где скончался в 1853 году в чине статского советника.
Творчество Туманского очень незначительно: сохранилось только десять его стихотворений, среди которых — ставшая хрестоматийной «Птичка» (впервые опубликована в альманахе «Северные цветы» на 1827 год):
Фёдор Туманский
ПТИЧКА
Вчера я растворил темницу

Воздушной пленницы моей:

Я рощам возвратил певицу,

Я возвратил свободу ей.
Она исчезла, утопая

В сияньи голубого дня,

И так запела, улетая,

Как бы молилась за меня.
Ок. 1826 (?)
«Птичка» была положена на музыку Цезарем Кюи и другими композиторами. Эти стихи, благодаря которым Туманский остался в литературной летописи, возникли, по свидетельству Л. С. Пушкина, в итоге «поэтического состязания» между Пушкиным, Дельвигом и Туманским в 1823 году. Все трое создали по стихотворению на определённую тему, развитие которой ограничивалось двумя четверостишиями, написанными четырёхстопным ямбическим размером. Приводим остальные тексты:
А. С. Пушкин
ПТИЧКА
В чужбине свято наблюдаю

Родной обычай старины:

На волю птичку выпускаю

При светлом празднике весны.
Я стал доступен утешенью;

За что на Бога мне роптать,

Когда хоть одному творенью

Я мог свободу даровать!
1823
А. А. Дельвиг
К ПТИЧКЕ, ВЫПУЩЕННОЙ НА ВОЛЮ
Во имя Делии прекрасной,

Во имя пламенной любви,

Тебе, летунье сладкогласной,

Дарю свободу я. — Лети!
И я равно счастливой долей

От милой наделен моей:

Как ей обязана ты волей,

Так я неволею своей.
1823
Чьё произведение было написано первым по порядку, сказать затруднительно. Разные издания датируют «Птичку» Фёдора Туманского по-разному: и 1826-м, и 1827-м, и 1822-м годами. В XIX веке её зачастую оценивали выше пушкинской и дельвиговской.
Почти сто двадцать лет спустя именно «Птичка», сочинённая Фёдором Туманским, породила своеобразный постскриптум к вышеприведённому триптиху — равнострочную и равнометрическую миниатюру, принадлежащую перу Георгия Шенгели:
Георгий Шенгели
ПТИЧКА
Вчера я растворил темницу…

Туманский
Щегол стрельнул из клетки тесной

В простор сияющего дня

И с песней в синеве небесной

Клял на чём свет стоит меня.

Восьмерками по небосводу

Чертя, он резал высоту

И, празднуя свою свободу,

Склевал козявку на лету.
24 июня 1845